# (74402) 1998 YP4
(74402) 1998 YP4 – planetoida z pasa głównego asteroid okrążająca Słońce w ciągu 4,43 lat w średniej odległości 2,7 j.a. Odkryta 19 grudnia 1998 roku.